# Žabkové z Limberka
Žabkové z Limberka (německy Ziabka von Limberg) byli vladycký rod pusobící na Moravě.

## Historie rodu

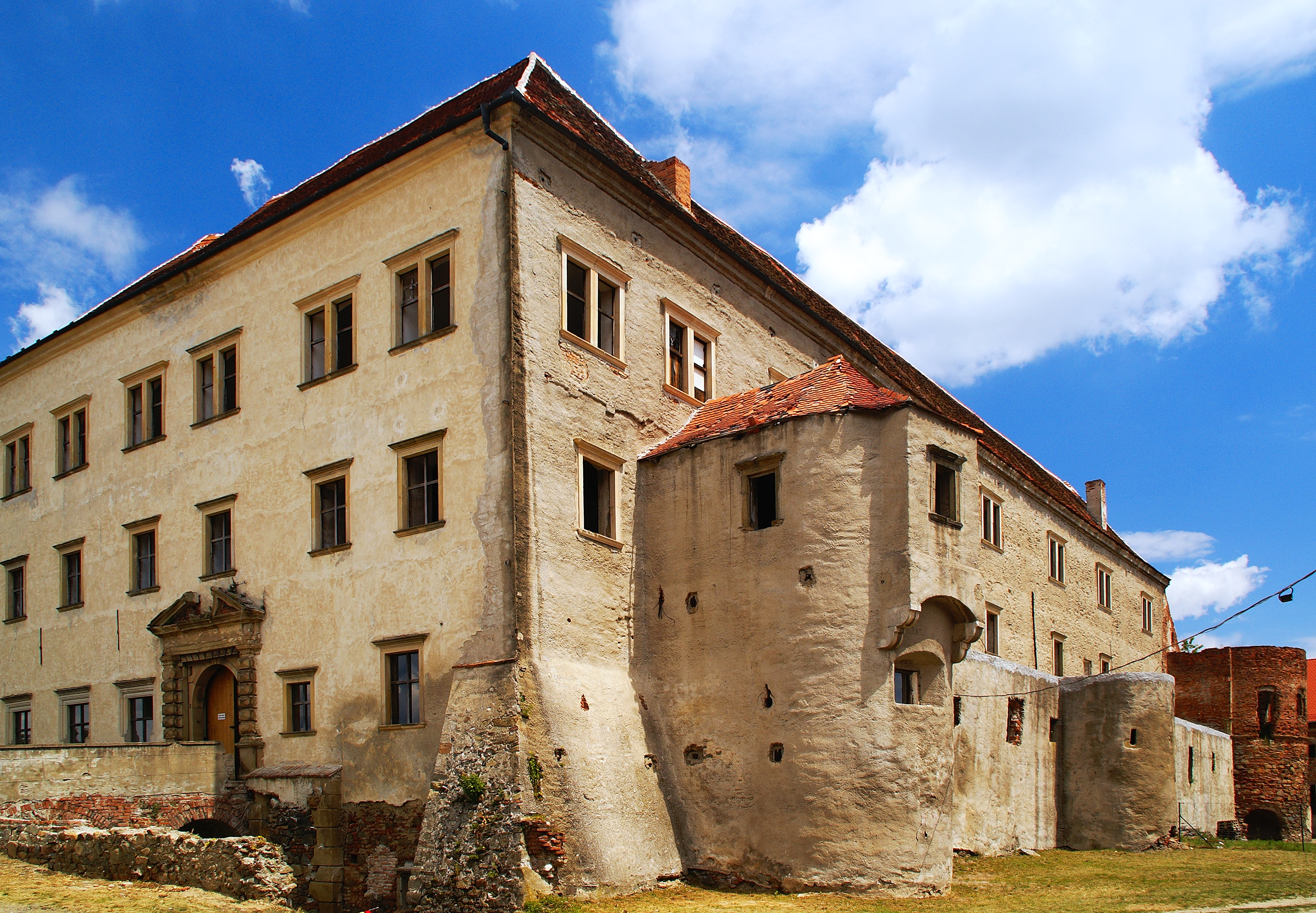
Hrad a zámek v Dolních Kounicích

Rod měl původ v Litvě. Na Moravě působili pouze dva zástupci tohoto rodu. Prvním z Žabků, který přišel do střední Evropy, byl Jiří Žabka z Limberka († 1552), jemuž se podařilo dosáhnout významného postavení. Zastával úřad místokancléře Českého království a purkrabího v Brně. V letech 1537–1552 Jiří Žabka z Limberka vlastnil hrad Dolní Kounice a nechal ho velkolepě přestavět na renesanční zámek pro účely trvalého a reprezentativního bydlení. Vedl spor o některá panství s olomouckým biskupem Stanislavem Thurzem (1489-1540), který v roce 1527 řešil zemský soud v Brně. Jiří Žabka si ovšem v roce 1532 vymohl potvrzení svých práv přímo u krále Ferdinanda I.
Jiří Žabka byl zřejmě dobrým hospodářem, neboť v době jeho držby došlo k velkému nárůstu obyvatelstva, alespoň pokud se týká obce Vlasatice. Král Ferdinand I. obec v roce 1537 povýšil na městečko (městys) včetně městského znaku s erbovním právem, právem týdenních trhů a dvěma výročními trhy. 
Jiří Žabka z Limberka byl ženatý s Doroteou Neudeckovou z Neydecku, s níž měl syna dceru Marii, později v roce 1538 provdanou za Václava Bučovického z Boskovic. měl děti Buriana a Marii. Po jeho smrti panství drželo postupně několik majitelů, většina jihomoravských panství po roce 1622 přešla do vlastnictví rodu Ditrichštejnů. Manželka Jiřího Žabky Dorota z Neudeka zemřela v roce 1532. 